# Hervé VI de Léon
Pour les articles homonymes, voir Hervé de Léon.
Hervé VI de Léon, surnommé le Jeune, (mort en 1337) est le fils aîné d'Hervé V, seigneur de Léon.

## Biographie
Seigneur de Léon, son fief est le château de La Roche-Maurice. Il est sans doute à l'origine du mariage de l'une de ses sœurs, Isabeau, avec Guillaume d'Harcourt, qui possède des terres à une trentaine de kilomètres de Noyon-sur-Andelle, un domaine des seigneurs de Léon.
Vers 1302, avant la mort de son père, Hervé accompagna celui-ci aux guerres de Flandre. Après la mort d'Hervé V, il aurait participé à la bataille de Mons-en-Pévèle, difficilement remportée par Philippe IV le Bel. Il combattra de nouveau les Flamands sous les ordres de Philippe V le Long en 1318 et Philippe VI de Valois en 1328.
Hervé VI est connu comme bienfaiteur de plusieurs abbayes, comme celle de Daoulas, fondée par ses ancêtres. Il fait aussi édifier les autels des saints Gilles et Loup au prieuré de « Goelet Forest ».
En 1323, il hérite des terres de sa tante paternelle Amice, épouse de Guillaume de la Roche-Moisan. Ces terres lui servent en 1327 à constituer la dot de sa fille Jeanne, veuve d'Olivier II de Rohan.

## Mariage et descendance
Hervé VI avait épousé Jeanne, fille aînée d'Erard de Montmorency, dont il eut :
- Hervé VII, qui lui succède ;
- Erard, seigneur de Frémerville, qui combattra avec son frère aîné pendant la Guerre de succession de Bretagne puis gérera les biens de son neveu mineur, Hervé VIII ;
- Jeanne, mariée à Olivier II de Rohan puis à Jean Ier de Rougé, seigneur de Derval ;
- Mahaut, mariée à Hervé de Pont-l'Abbé, dit Hervé du Pont, qui meurt le 29 septembre 1364 à la Bataille d'Auray aux côtés de Charles de Blois[1] ;
- Amice, mariée en 1343 à Olivier de Tinténiac puis à Guillaume du Chastellier vers 1349.